# Вальдуль
Вальдуль (фр. Valdoule) — муніципалітет у Франції, у регіоні Прованс — Альпи — Лазурний Берег, департамент Верхні Альпи. Вальдуль утворено 1-7-2017 шляхом злиття муніципалітетів Брюї, Монморен i Сент-Марі. Адміністративним центром муніципалітету є Брюї. Населення — 213 осіб (01.01.2021).